# Colón (métro de Madrid)
Colón est une station de la ligne 4 du métro de Madrid, en Espagne. Elle est située sous la rue de Gênes, à la jonction des quartiers de Justicia au sud, dans l'arrondissement du Centre et d'Almagro au nord, dans celui de Chamberí.

## Situation sur le réseau
Elle est située entre Alonso Martínez à l'ouest, en direction de Argüelles et Serrano à l'est, en direction de Pinar de Chamartín.
Elle possède deux voies et deux quais latéraux.

## Histoire
La station est ouverte le 23 mars 1944, lors de la mise en service de la ligne 4 entre Argüelles et Goya. La station porte le nom de Christophe Colomb (1451-1506), appelé en espagnol Cristóbal Colón, navigateur génois au service des monarques catholiques espagnols.

## Services aux voyageurs

### Accès et accueil
La station possède deux accès équipés d'escaliers, mais sans escalier mécanique ni ascenseur. Un couloir souterrain permet l'accès au musée de cire.

### Intermodalité
La station est en correspondance avec les lignes d'autobus no 5, 14, 21, 27, 45, 53, 150, N1, N22, N23, N24, N25 et N26 du réseau EMT.

## À proximité
La station est proche de la place Colomb et des jardins de la Découverte, des tours Colomb, ainsi que de la Bibliothèque nationale et du Musée archéologique national.